# Dekommunisierung
Unter Dekommunisierung oder Entkommunisierung (analog zum Begriff Entnazifizierung) versteht man den Vorgang, der sich mit der Abschaffung der Überreste des Kommunismus in den postkommunistischen Staaten im Hinblick auf soziale, wirtschaftliche und kulturelle Aspekte beschäftigt.

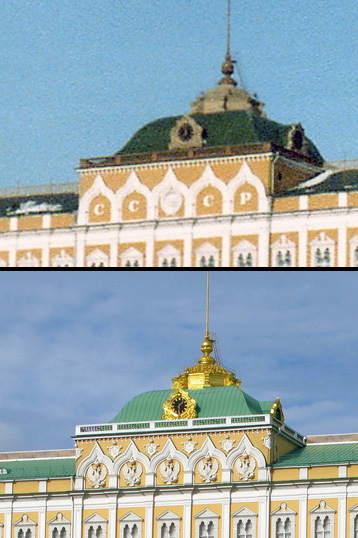
Änderungen an der Fassade des Kreml-Palastes im Zuge der Auflösung der Sowjetunion

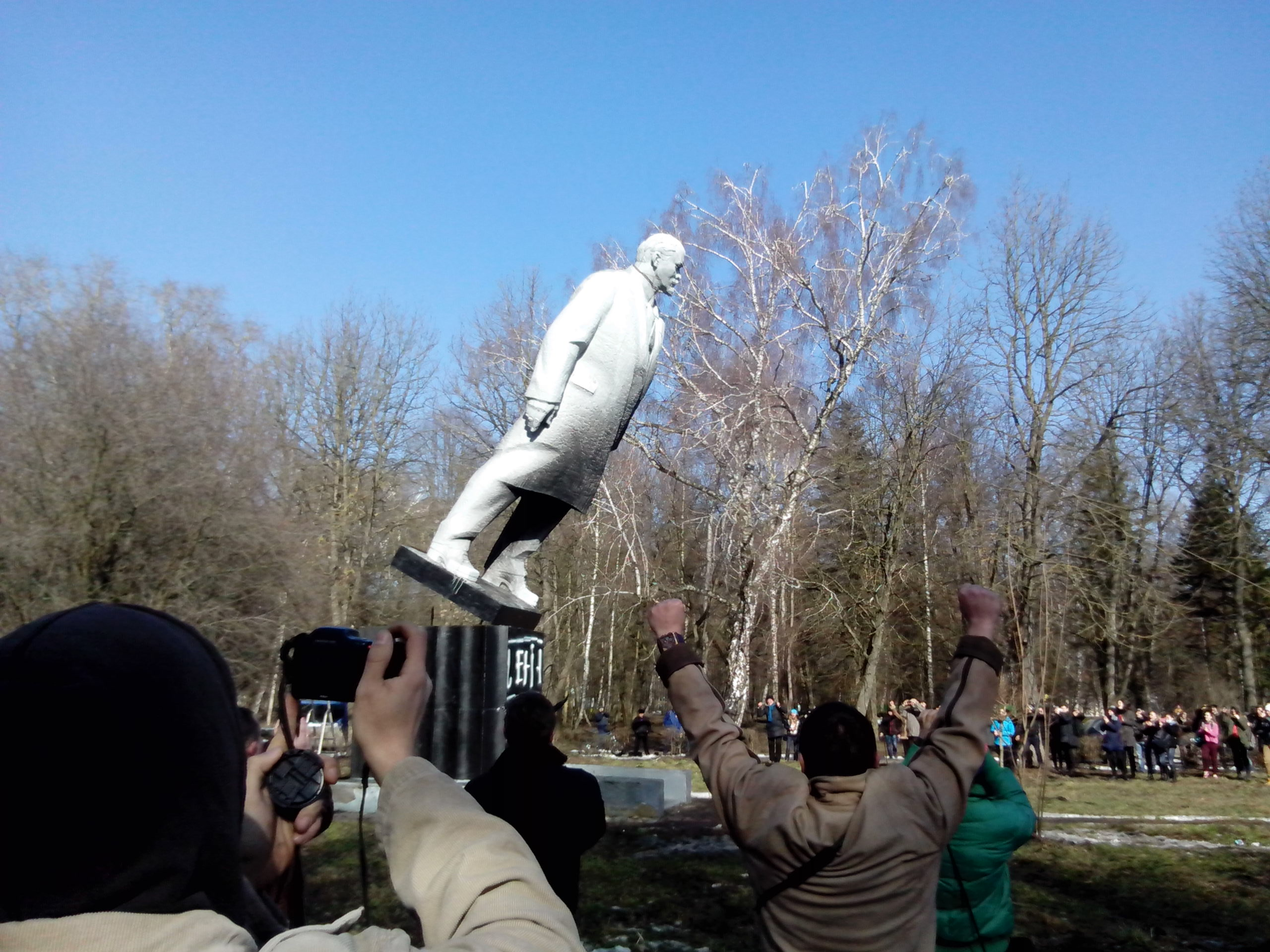
Sturz des Lenin-Denkmals in Chmelnyzkyj

Die Vorgänge in den einzelnen Staaten des Ostblocks gestalteten sich dabei unterschiedlich. In einigen Staaten kam es zum Verbot kommunistischer Symbole, in anderen wurden Orts- und Straßennamen mit Kommunismusbezug umbenannt, sowie sowjetische Kriegsdenkmäler abgerissen oder umplatziert. Auch zeitlich gibt es große Unterschiede, viele Staaten wie Ungarn oder Tschechien tilgten die Referenzen auf den Kommunismus bereits in den 1990er Jahren, andere wie die Ukraine führen diesen Vorgang ernsthaft erst seit 2013/2014 durch.